# ネイチャー ケミストリー
ネイチャー ケミストリー（Nature Chemistry）は、イギリスのNature Publishing Group (NPG)が発行する化学分野の学術誌。2009年の4月に創刊された。